# Dirphia picturata
Dirphia picturata är en fjärilsart som beskrevs av William Schaus 1913. Dirphia picturata ingår i släktet Dirphia och familjen påfågelsspinnare. Inga underarter finns listade i Catalogue of Life.